# 市況
| ウィキペディアには「市況」という見出しの百科事典記事はありません（タイトルに「市況」を含むページの一覧/「市況」で始まるページの一覧）。 代わりにウィクショナリーのページ「市況」が役に立つかもしれません。 |